# ألبرت ريتشارد بريتشارد
ألبرت ريتشارد بريتشارد (بالإنجليزية: Albert Richard Pritchard)‏ هو شخصية أعمال أمريكي، ولد في 12 مارس 1863، وتوفي في 8 يوليو 1927.